# Газуки
Газуки — село в Стародубському муніципальному окрузі Брянської області Росії.

## Географія
Знаходиться в південній частині Брянської області на відстані приблизно 10 км на північ від районного центру міста Стародуб.

## Історія
Вперше згадується в 1667 році. Колишнє володіння Стародубського магістрату, з 1752 року — Лисаневича. У XVII—XVIII століттях входила в 1-шу полкову сотню Стародубського полку. На карті 1941 року показано поселення з 88 дворами. У 1892 році тут (село Стародубського повіту Чернігівської губернії) числилось 54 двори. У середині XX століття працював колгосп «Вільний шлях». До 2020 року населений пункт входив до складу Меленського сільського поселення Стародубського району до їх скасування.

## Населення
Чисельність населення: 388 осіб (1892 рік), 106 осіб у 2002 році (росіян 98 %), 92 особи у 2010 році.